# Dorosoma

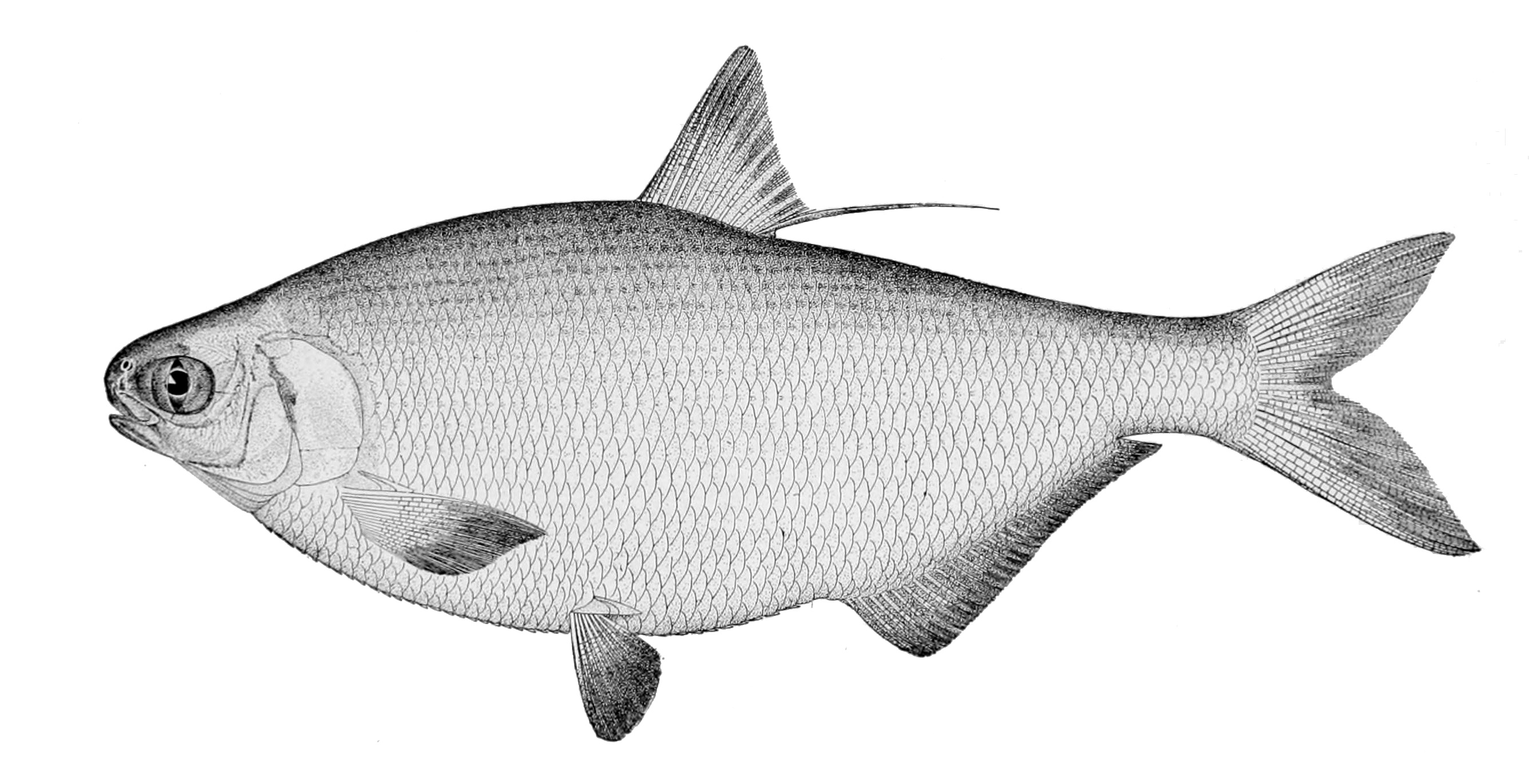
Dorosoma cepedianum

Dorosoma Rafinesque, 1820 è un genere di pesci ossei d'acqua dolce appartenenti alla famiglia Clupeidae.

## Distribuzione
Si trovano nei fiumi dell'America centro-settentrionale e nell'oceano Atlantico.

## Descrizione
Presentano un corpo di forma quasi ovale, di una colorazione grigia metallica. La specie di dimensioni maggiori è D. cepedianum che occasionalmente raggiunge i 57 cm.

## Tassonomia
In questo genere sono riconosciute 5 specie:
- Dorosoma anale
- Dorosoma cepedianum
- Dorosoma chavesi
- Dorosoma petenense
- Dorosoma smithi